# Euthalia princesa
Euthalia princesa är en fjärilsart som beskrevs av Hans Fruhstorfer 1899. Euthalia princesa ingår i släktet Euthalia och familjen praktfjärilar. Inga underarter finns listade i Catalogue of Life.